# Peter Tischleder
Peter Tischleder (* 22. Februar 1891 in Dromersheim bei Bingen; † 24. Mai 1947 in Mainz) war ein deutscher Theologe. Er war katholischer Priester und Professor in Münster und Mainz.

## Leben
Peter Tischleder war Sohn eines Gast- und Landwirtehepaares. Nach dem Abitur am Großherzoglich Hessischen Gymnasium zu Bensheim 1910 studierte er bis 1914 Katholische Theologie im Mainzer Priesterseminar. Am 3. August 1914 empfing er die Priesterweihe. Danach war er Kaplan in Heusenstamm, Mainz-Kastel und Friedberg. 1919 ließ er sich vom Pastoraldienst beurlauben, um sein Studium in Münster fortzusetzen. Seit 1919 war er Mitglied der katholischen Studentenverbindung VKDSt Saxonia Münster. In Münster wurde er am 20. August 1920 unter Joseph Mausbach zum Doktor der Theologie promoviert. In den nächsten Jahren war er wieder Kaplan, nun in Lampertheim, und verfasste zugleich seine Habilitationsschrift. Am 25. Oktober 1922 wurde er in Münster habilitiert. Nach Tätigkeit als Dozent und Hausgeistlicher wurde er am 17. Dezember 1928 außerordentlicher Professor in Münster; weiter hielt er Gastvorlesungen an der Technischen Hochschule Hannover. Am 17. April 1931 wurde er Nachfolger von Joseph Mausbach auf dem Lehrstuhl für Moraltheologie. 1936 übernahm er den Lehrauftrag für Christliche Sozialethik, nachdem der Lehrstuhlinhaber Heinrich Weber nach Breslau zwangsversetzt worden war. In der Zeit des Zweiten Weltkrieges schrieb er 1941 (wohl auf Anregung des Münsteraner Bischofs Clemens August Graf von Galen) einen Entwurf über die Menschenrechte, Grundlage des gemeinsamen Dekalog-Hirtenbriefs der deutschen Bischöfe zu diesem Thema im September 1943.
Tischleder wechselte 1946 auf eigenen Wunsch wegen seines angeschlagenen Gesundheitszustandes und auf Wunsch des Bischofs von Mainz als Ordinarius für Moraltheologie und Sozialethik an die Johannes-Gutenberg-Universität in Mainz, wo er aber schon am 24. Mai 1947 an Krebs verstarb. Die Beisetzung erfolgte in seinem Geburtsort Dromersheim.

## Werke
- Wesen und Stellung der Frau nach der Lehre des hl. Paulus. Eine ethische-exegetische Untersuchung (Diss. Münster). 1923
- Ursprung und Träger der Staatsgewalt nach der Lehre des hl. Thomas von Aquin und seiner Schule (Habil. Münster). 1923
- Die geistesgeschichtliche Bedeutung des hl. Thomas von Aquin für Metaphysik, Ethik und Theologie. 1927
- Die Staatslehre Leos XIII. 1927
- Staatsgewalt und katholisches Gewissen. 1927
- Mit Heinrich Weber: Handbuch der Sozialethik, erster Band Wirtschaftsethik Essen 1931
- Die Bedeutung des Franziskus von Vittoria für die Wissenschaft des Völkerrechts, in: Aus Ethik und Leben. Festschr. f. Josef Mausbach. 1931. 90-106
- Eingriffsrecht und Eingriffspflicht des Staates zur Lösung der Linderung der sozialen Frage nach dem Rundschreiben Rerum Novarum, in: Publicazioni dell' Università cattolica del Sacro Cuore 3/11, 1931, 498-524
- Die naturrechtliche Grundlage der Staats-, Kirchen- und Kolonialpolitik nach der Lehre des Franziskus von Vittoria, in: Volkstum und Kulturpolitik. 1932
- Der Mensch in der Auffassung des hl. Thomas von Aquin, in: Das Bild vom Menschen. Fritz Tillmann zum 60. Geburtstag. 1934. 42-57
- Der Totalismus in der prophetischen Vorausschau W.E. von Kettelers. 1947
- Das rechte Bild vom Menschen als Voraussetzung aller rechten Menschensorge besonders aller rechten Seelsorge. 1947
- Wilhelm Emmanuel von Ketteler, ein klassischer Anwalt und Herold der Synthese von der gleichzeitigen Statik und Dynamik des sittlichen Naturgesetzes und Naturrechtes, in: Jahrbuch für das Bistum Mainz 5, 1950. 94-121
- Vom Ethos der Völkergemeinschaft, in: Ludwig Lenhart (Hrsg.), Universitas. Festschr. f. Bischof Dr. Albert Stohr, Bd. 2, 1960. 405-414
- Der Dekalog - Die Magna Charta der Menschenrechte im Einzelnen, in: Ludwig Berg (Hrsg.), Peter Tischleders Auffassung von den Menschenrechten, in: AMrhKG 14, 1962. 389-407